# Избиване на латините (1182)
Избиването на латините (на италиански: Massacro dei Latini; на гръцки: Σφαγὴ τῶν Λατίνων) е широкомащабен погром срещу римокатолическите жители на Константинопол (наричани „латини“) от източноправославното население на града през април 1182 г.
Европейските католици от Константинопол по това време доминират в морската търговия и финансовия сектор на града. Въпреки че не са налични точни числа, по-голямата част от латинската общност, оценена на 60 000 по това време от Евстатий Катафлор, е унищожена или принудена да избяга. Особено генуезките и пизанските квартали са опустошени и около 4000 оцелели са продадени като роби на селджукския Иконийски султанат.
Клането допълнително влошава отношенията и увеличава враждата между западната и източната християнска църква и следва поредица от враждебни действия между тях.

## Предистория
От края на XI век западните търговци, предимно от италианските градове държави Венеция, Генуа и Пиза, започват да се появяват в Ориента. Първи са венецианците, които си осигуряват широкомащабни търговски концесии от византийския император Алексий I Комнин. Последващите разширения на тези привилегии и слабостта на флота на Византия по това време водят до фактически морски монопол и зависимост на империята от венецианците.
Внукът на Алексий, Мануил I Комнин, желаейки да намали влиянието им, започва да намалява привилегиите на Венеция, като същевременно сключва споразумения с нейните съперници: Пиза, Генуа и Амалфи. Постепенно и на четирите италиански града е разрешено да създадат свои собствени квартали в северната част на самия Константинопол, към Златния рог.
Доминацията на италианските търговци предизвиква икономически и социални катаклизми във Византия: ускорява упадъка на независимите местни търговци в полза на големите износители, които се обвързват с поземлената аристокрация, която от своя страна все повече натрупва големи имоти.:с. 506 – 508 Заедно с проявяваната арогантност от италианците това подхранва народното недоволство сред средните и по-ниските класи както в провинцията, така и в градовете.
Религиозните различия между двете страни, които се възприемат като схизматични, допълнително изострят проблема. Италианците се оказват извън контрола на императорската власт: през 1162 г. например пизанците заедно с няколко венецианци нахлуват в генуезкия квартал в Константинопол, причинявайки много щети. Впоследствие император Мануил прогонва повечето генуезци и пизанци от града, като по този начин дава свобода на венецианците за няколко години.
В началото на 1171 г. обаче, когато венецианците атакуват и до голяма степен унищожават генуезкия квартал в Константинопол, императорът им отмъщава, като нарежда масови арести на всички венецианци в цялата империя и конфискация на имуществото им. Има и масови изнасилвания и палежи на къщи. Последвалата венецианска експедиция в Егейско море се проваля: директно нападение е невъзможно поради силата на имперските войски и венецианците се съгласяват на преговори, които императорът умишлено бави. Докато преговорите се проточват през зимата, венецианската флота изчаква в Хиос, но избухването на епидемия от чума я принуждава да се оттегли.
Венецианците и империята остават в състояние на война, като венецианците благоразумно избягват пряка конфронтация, но спонсорират сръбските въстания, обсаждат Анкона, последната крепост на Византия в Италия, и подписват договор с норманското кралство Сицилия. Отношенията постепенно се нормализират: има сведения за договор през 1179 г., въпреки че пълното възстановяване на отношенията ще бъде постигнато едва в средата на 80-те години на XII век. Междувременно генуезците и пизанците печелят от спора с Венеция и към 1180 г. има оценки, че в Константинопол живеят до 60 000 латинци.

## Смъртта на Мануил I и погром
След смъртта на Мануил I през 1180 г. неговата вдовица, латинската принцеса Мария Антиохийска, действа като регент на своя невръстен син Алексий II Комнин. Поради своя произход тя фаворизира европейските търговци и големите земевладелци аристократи, което предизвиква недоволство. Регентството е свалено през април 1182 г. от Андроник I Комнин, който навлиза в града с войски при вълна от народна подкрепа. Почти веднага празненствата прерастват в насилие срещу омразните латинци, а след навлизането в латинския квартал на града тълпата започва да напада жителите.
Въпреки че самият Андроник няма особено антилатинско отношение, той позволява безконтролното клане, като разпалва антилатинските настроения на столичаните с обвинения, че императрицата и протосевастът са си купили латинска подкрепа с обещания да дадат шанс за разграбване на града. Мнозина европейци са предусетили събитията и са избягали по море. Последвалото клане е безразборно: не са пощадени нито жените, нито децата, а латинските пациенти, лежащи в болниците, са убити. Къщи, църкви и благотворителни организации са ограбени. Латинските духовници са подложени на жесток тормоз, а кардинал Йоан, папският легат, е обезглавен и главата му е влачена по улиците, завързана на опашката на куче.
Въпреки че самият Андроник няма особено антилатинско отношение, той позволява клането да продължи безконтролно. Андроник успява да разпали антилатинските настроения на столичаните с обвинения, че императрицата и протосевастът са си купили латинската подкрепа с обещания да дадат шанс за разграбване на града.
По време на клането императрица Мария е поставена под домашен арест, след което е екзекутирана.

## Последици
Клането допълнително влошава имиджа на византийците на Запад и въпреки че редовните търговски споразумения между Византия и латинските държави скоро са възобновени, неявната враждебност остава, което води до спираловидна верига от военни действия: сицилианска експедиция под ръководството на Вилхелм II от Сицилия през 1185 г. разграбва Солун, втория по големина град на империята, а германските императори Фридрих Барбароса и Хайнрих VI заплашват да нападнат Константинопол.
Влошаващите се отношения кулминират с бруталното разграбване на Константинопол от кръстоносците на Четвъртия кръстоносен поход през 1204 г., което води до трайно отчуждение между източноправославните християни и римокатолиците. Самото клане обаче остава сравнително неизвестно и католическият историк Уорън Карол отбелязва, че „Историците, които са многословни и възмутени – с основателна причина – от разграбването на Константинопол... рядко споменават, ако изобщо го правят, клането на западноевропейците през... 1182 г.“.
Роденият в Италия преводач и служител на византийската канцелария Лео Туск е сред латините, оцелели след клането.